# Agriades micra
Agriades micra är en fjärilsart som beskrevs av Avinov 1910. Agriades micra ingår i släktet Agriades och familjen juvelvingar. Inga underarter finns listade i Catalogue of Life.